# Аріель Ернандес
Аріель Ернандес Аскуй (ісп. Ariel Hernández Azcuy, нар. 8 квітня 1972, Гуане, Пінар-дель-Ріо, Куба) — кубинський боксер, дворазовий олімпійський чемпіон (1992 і 1996 роки), дворазовий чемпіон світу (1993 і 1995 роки) та чемпіон Панамериканських ігор (1995 року).

## Аматорська кар'єра
Олімпійські ігри 1992 
- 1/16 фіналу. Переміг Йозефа Ларіеа (Гана) — 6-0
- 1/8 фіналу. Переміг Джілберто Брауна (Віргінські Острови) — 13-2
- 1/4 фіналу. Переміг Свена Оттке (Німеччина) — 14-6
- 1/2 фіналу. Переміг Лі Син Бе (Південна Корея) — 14-1
- Фінал. Переміг Кріса Берда (США) — 12-7

Чемпіонаті світу 1993
- В 1/8 фіналу переміг Ігоря Буніна (Узбекистан) — 13-1
- У чвертьфіналі переміг Свена Оттке (Німеччина) — 2(+)-2
- У півфіналі переміг Раймонда Йовал (Нідерланди) — 11-4
- У фіналі переміг Акина Кулоглу (Туреччина) — 9-7

Чемпіонаті світу 1995
- В 1/16 фіналу переміг Еріка Райта (США) — 16-2
- В 1/8 фіналу переміг Мхітара Ванесяна (Вірменія) — 7-2
- У чвертьфіналі переміг Мурата Султанова (Росія) — 7-2
- У півфіналі переміг Ділшода Ярбекова (Узбекистан) — 6-1
- У фіналі переміг Томаша Боровського (Польща) — 6-2

 Олімпійські ігри 1996 
- 1/16 фіналу. Переміг Кабарі Салема (Єгипет) — 11-2
- 1/8 фіналу. Переміг Свена Оттке (Німеччина) — 5-0
- 1/4 фіналу. Переміг Олександра Лебзяка (Росія) — 15-8
- 1/2 фіналу. Переміг Роші Веллса (США) — 17-8
- Фінал. Переміг Маліка Бейлероглу (Туреччина) — 11-3

Чемпіонаті світу 1997
- В 1/8 фіналу переміг Петрі Маннікко (Фінляндія) — 9-1
- У чвертьфіналі переміг Єрмека Нісанова (Киргизстан) — KO 4
- У півфіналі переміг Жан-Поль Менді (Франція) — 7-1
- У фіналі програв Жолту Ердеї (Угорщина) — 2-8

На чемпіонаті світу 1999 програв у першому бою Адріану Д'якону (Румунія).